# Chabris
Chabris is een gemeente in het Franse departement Indre (regio Centre-Val de Loire). De plaats maakt deel uit van het arrondissement Issoudun. Chabris telde op 1 januari 2022 2.762 inwoners. In de gemeente ligt spoorwegstation Chabris.

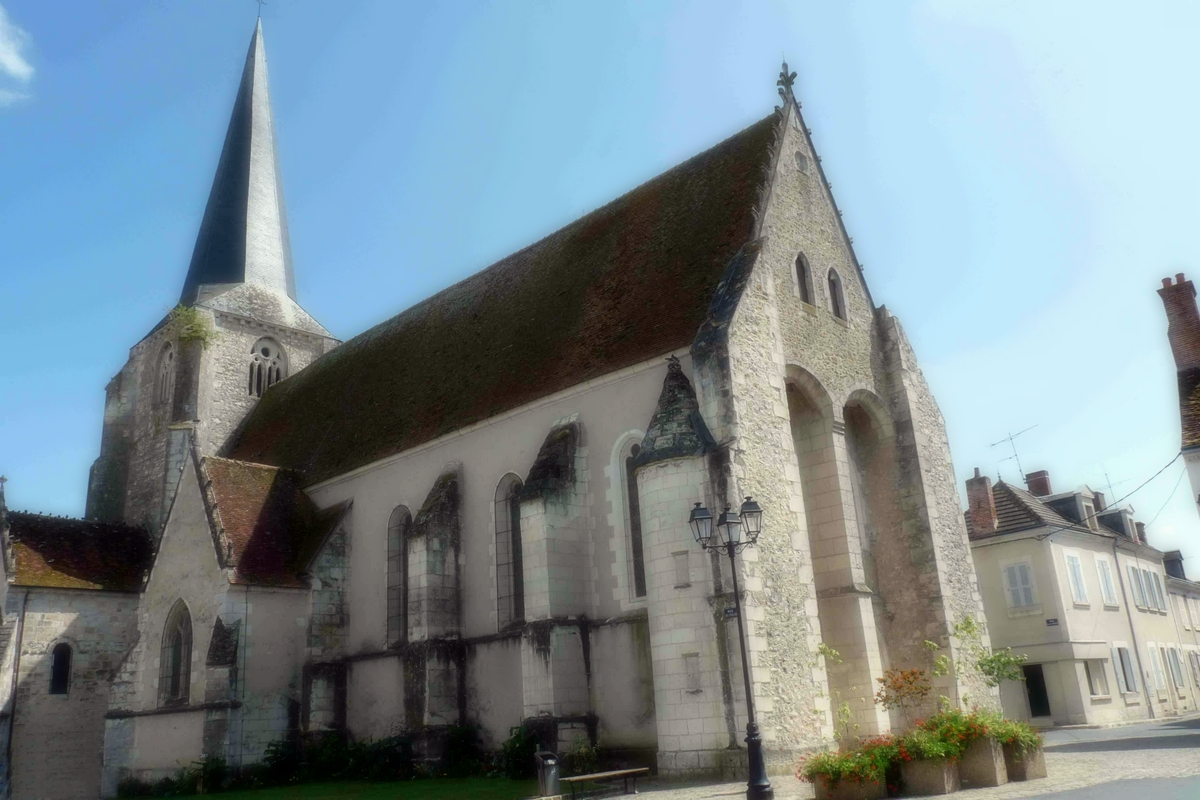
Kerk in Chabris
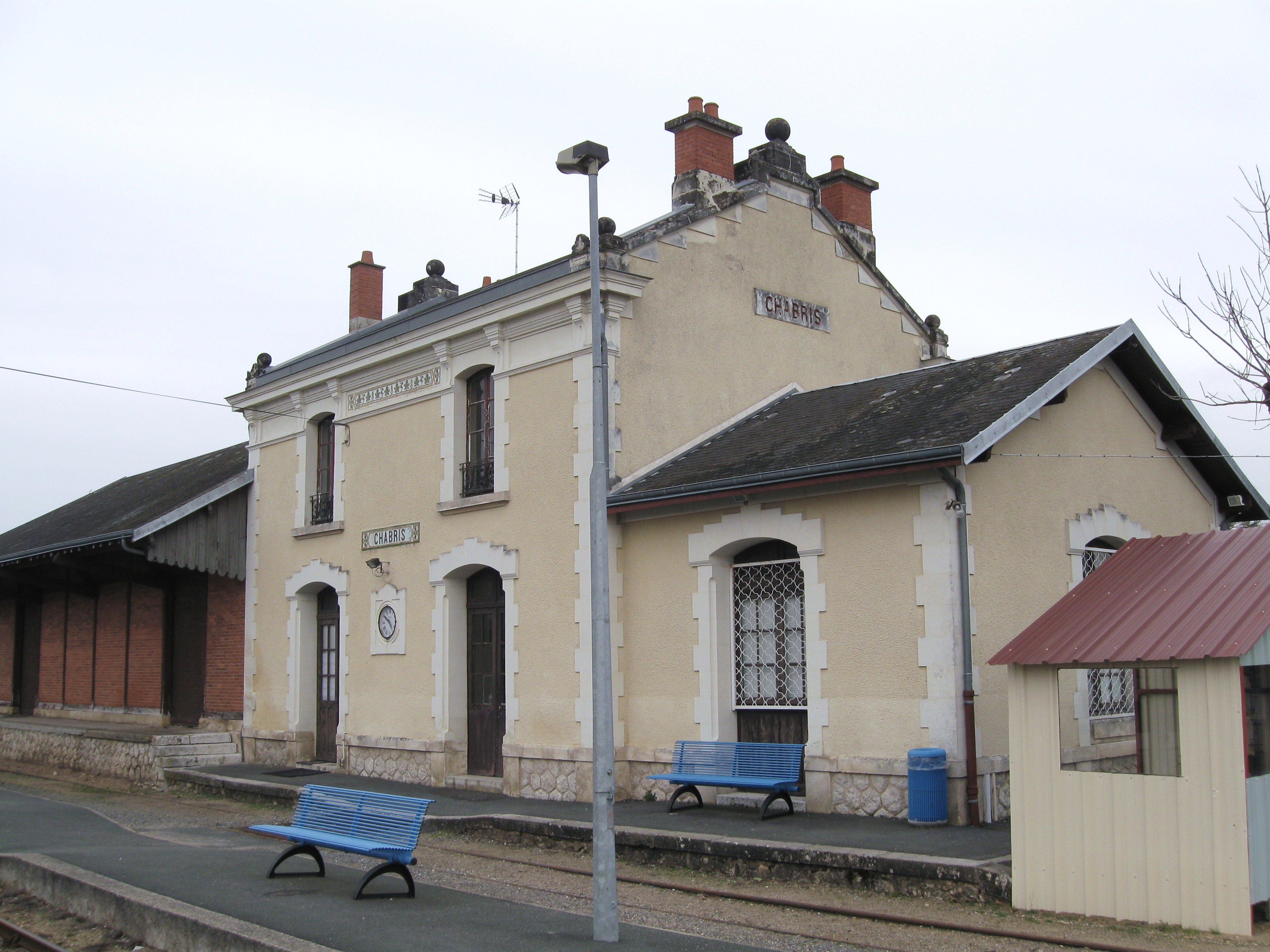
Station

## Geografie
De oppervlakte van Chabris bedroeg op 1 januari 2022 41,22 vierkante kilometer; de bevolkingsdichtheid was toen 67 inwoners per km².

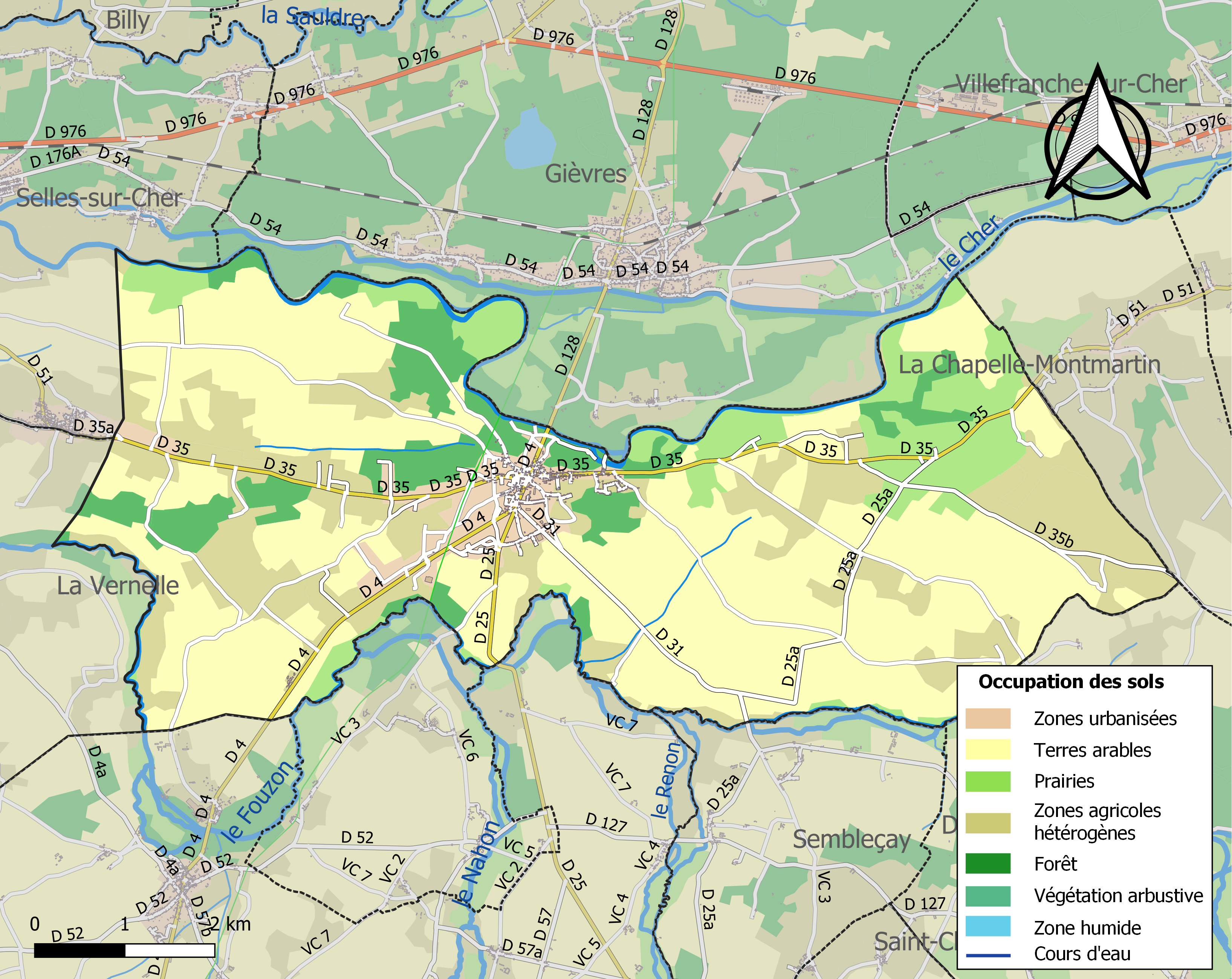
Kaart van de gemeente met belangrijkste infrastructuur, bodemgebruik en omliggende gemeenten

## Demografie
Onderstaande figuur toont het verloop van het inwonertal (bron: INSEE-tellingen).

## Geboren
- Luc Montagnier (1932-2022), arts, viroloog en Nobelprijswinnaar (2008)